# 비도니
비도니(Bidonì, 사르데냐어: Bidunìu)는 이탈리아 사르데냐 주 오리스타노도에 있는 코무네 (지자체)로, 칼리아리에서 북쪽으로 약 100 킬로미터 (62 mi) 떨어져 있으며 오리스타노에서 북동쪽으로 약 40 킬로미터 (25 mi) 떨어져 있다.
비도니는 다음 지자체와 접경한다: 길라르자, 누게두산타비토리아, 세딜로, 소라딜레.